# Amilcare Savojardo
Amilcare Savojardo (Monteu Roero, 1890 – Santa Margherita Ligure, 22 giugno 1971) è stato un dirigente sportivo, allenatore di calcio e calciatore italiano, di ruolo attaccante o centrocampista.

## Biografia
Crebbe ad Asti; fu un atleta polivalente, che oltre al calcio praticò Ciclismo (fu gregario di Giovanni Gerbi), atletica leggera, lotta greco-romana e pallone elastico.
Geometra, lavorò per la Borsalino di Alessandria; nel 1928 firmò nella Città piemontese il progetto per il Campo del Littorio, oggi Stadio Giuseppe Moccagatta.
Avendo combattuto come Ufficiale durante la Grande Guerra, fu nominato Cavaliere di Vittorio Veneto.

## Carriera
Appassionato sportivo, appena diciassettenne recitò un ruolo decisivo nella fondazione del primo club calcistico di Asti, il Football Club Astense (1907). Giocò anche per la Vigor di Torino e, dal febbraio 1912, per la Forza e Coraggio di Alessandria, destinata in quell'anno a trasformarsi in Alessandria Foot Ball Club e a prendere parte per la prima volta ai campionati nazionali. È tradizionalmente considerato, assieme ad Enrico Badò e ad Alfredo Ratti, uno dei tre ispiratori ed artefici di questa decisione.
Attaccante, giocò coi grigi nel ruolo di centrosostegno; ne diventò anche primo capitano e forse allenatore (ruolo che fonti più recenti tendono ad attribuire a Badò). Nel 1913 la squadra ottenne la promozione in Prima Divisione, il ruolo di trainer passò all'inglese George Arthur Smith e Savojardo entrò a far parte del novero dei dirigenti nelle vesti di segretario e cassiere. Interruppe l'attività agonistica con lo scoppio della guerra.
Rimase all'interno della società per lungo tempo, con ruoli tecnici e dirigenziali, affiancando anche Felice Borel, per un breve periodo, nel ruolo di allenatore, durante il campionato di Serie A 1946-1947.